# Oria flava
Oria flava là một loài bướm đêm trong họ Noctuidae.